# Lista de termos da luta profissional

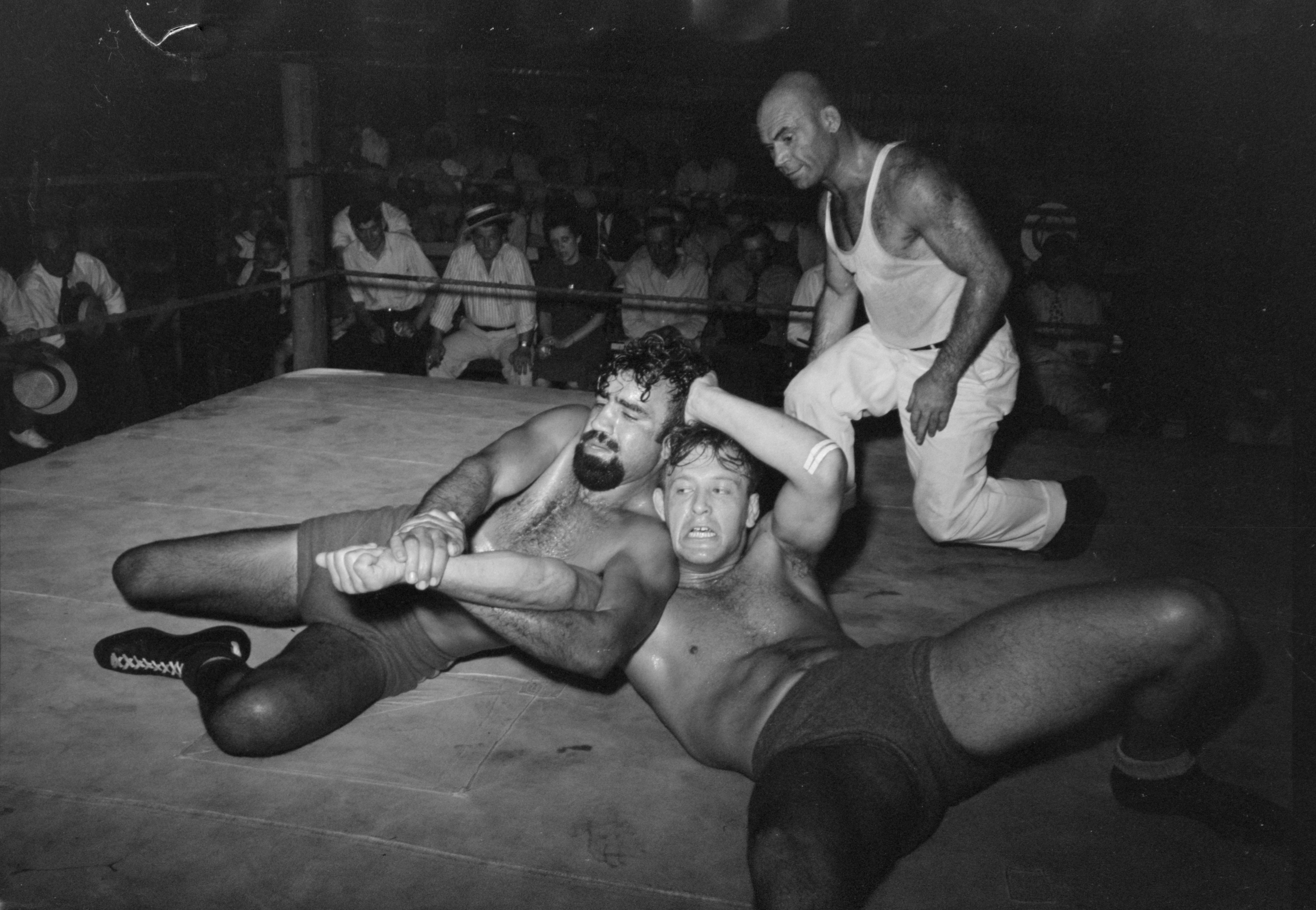
Uma partida de luta livre em Sikeston, Missouri, maio de 1938. Dois lutadores lutam enquanto o árbitro (de branco, à direita) observa. O lutador barbudo é conhecido como Big Tom Towers.

Esta é uma lista de termos da luta profissional (em inglês:  professional wrestling) que são frequentemente usados em artigos sobre tal, e até por alguns comentaristas nas promoções.

## A
- A-Show: É o maior show de uma empresa de wrestling. No caso da WWE o "A-Show" é o Raw. "A-Show" pode se referir também a um show que atrai mais atenção do que outro show de outra promoção (o período conhecido como "Monday Nights War" caracteriza a WWE e a WCW competindo para ver quem tinha o "A-Show").

- A-Team: Um grupo dos wrestlers principais do A-Show. Os wrestlers "coadjuvantes" são os da B-Team, que por vezes competem na mesma noite, mas em matches diferentes.

- Abortion: O abandono de uma feud ou de um gimmick de repente e sem qualquer explicação. Normalmente isto acontece quando percebe-se que os fãs não estão gostando ou se o trabalho está sendo mal executado.

- Ace: Um termo normalmente usado apenas no puroresu japonês para um lutador designado como a cara da promoção, não necessariamente igual ao campeão principal. Exemplos de ases incluem Kazuchika Okada na New Japan Pro Wrestling, Kento Miyahara na All Japan Pro Wrestling, Hayabusa na Frontier Martial-Arts Wrestling, Kaito Kiyomiya na Pro Wrestling Noah e Mayu Iwatani na World Wonder Ring Stardom.

- André shot: Uma técnica de filmagem usada para dar a ideia de que o wrestler é mais alto do que a realidade. Ficou assim conhecida por André The Giant, que frequentemente se colocava em cima de uma lista telefônica quando era entrevistado para dar a ideia de ele ser ainda mais alto.

- Angle: Uma história fictícia que é usada para explicar porque é que dois ou mais wrestlers querem lutar e "resolver as suas diferenças" no ringue.

- Agente Road Agent: Um empregado da empresa, normalmente antigo wrestler, que ajuda os wrestlers a se prepararem para os combates e dá dicas à equipe criativa (bookers).

- Apron: É o nome dado as bordas de um ringue de wrestling (o sítio mais duro do ringue), situado debaixo das cordas.

- Apter mag: Uma revista sobre wrestling professional que não destrói a kayfabe (ou seja relata os fatos e acontecimentos fictícios como verídicos), sendo o exemplo mais notável a "Pro Wrestling Illustrated".

## B
- B-Show: Um show de wrestling com os wrestlers de menos conceito na empresa. No caso da WWE,antigamente  "Velocity" o "Heat" e o "WWE Superstars". Atualmente o WWE Main Event.

- B-Team: Grupo de wrestlers do B-Show. São várias vezes chamados de wrestlers de menor nível, porém, isso nem sempre é verdade, existem diversos casos de wrestlers ótimos que estão no "B-Team por não saberem fazer promos, ou por ter algum conflito com um wrestler melhor conceituado na empresa.

- Babyface: O wrestler considerado "o bom moço" no wrestling (o contrário de heels; Veja também, tweeners).

- Backyard wrestling: O ato de executar manobras de wrestling ou fazer combates como hobbie e não como profissão, normalmente feito por adolescentes sem preparação nem conhecimentos suficientes para tal.

- Bait and switch: Quando uma pessoa dentro da empresa consegue convencer os fãs que algo vai acontecer e depois acontece algo de diferente e inesperado. Pode resultar em surpresa e entusiasmo ou em confusão e desapontamento.

- Batman match: Termo alternativo para designar um combate muito pobre.

- Beat down: Quando há um ataque em que um dos lados tenha vantagem numérica, pode ser um grupo de wrestler atacando um (como, Nexus atacando Cena) ou um grupo de wrestler de muitos membros atacando um time com menos (Nexus atacando a tag team Santino Marella e Vladimir Kozlov).

- Billy Gunn'd: Um wrestler que simplesmente não consegue marcar impacto mesmo com os pushes que recebe da equipe criativa. Refere-se ao wrestler Monty Sopp

- Black Saturday: É o nome dado pelos fãs de wrestling em 14 de julho de 1984 quando Vince McMahon e sua World Wrestling Federation (WWF) ocuparam a programação no canal norte-americano Turner Broadcasting System (TBS).

- Blade: Blade em inglês significa lâmina. E no wrestling profissional é um objeto cortante usado para cortar a si mesmo quando ninguém estiver olhando para fingir que um golpe específico causou sangramento. A lâmina pode ser dada para o wrestler através do árbitro, ou estar o tempo todo nas ataduras da mão do wrestler (para os muitos que as usam, como CM Punk).

- Blading: Ato de se cortar (usando a "Blade" mencionada àcima) para sell que o wrestler está sangrando pois o movimento anteriormente aplicado era devastador, ou o que o objeto usado realmente bateu na cabeça do wrestler. Normalmente é feito no decorrer do combate, na cabeça para que eles sangrem mais, e seja mais visível ao público.

- Blind: *Blind em inglês é cego. É o termo usado para definir o momento em que um árbitro está de costas e um wrestler trapaceia. Muito usado pelo já falecido Eddie Guerrero.

- Blind tag: "tag cega". É quando um wrestler tag in sem que seu parceiro esperasse, pode também ser usado quando a tag é feita nas costas quando o parceiro está nas cordas.

- Blow off: É usado para designar o combate final de uma feud. O que é normalmente em um PPV.

- Blow Up: Usado para designar a completa exaustidão e cansaço de um wrestler.

- Blown spot: Usado para quando algo que não corre como o planejado.

- Bonzo gonzo: Usado para quando em um combate tag-team, estão todos dentro do ringue e o árbitro perde o controle e já não sabe quem é o homem legal da partida. Isso normalmente é usado para que os heels possam causar uma contusão (Kayfabe) no face do outro time para que este não seja muito útil para conseguir a tag ou para fazer algo após ela ser feita.

- Booker: Pessoa encarregada de criar feuds, angles e de marcar os combates. Pertencente à equipe criativa da empresa. E são os responsáveis por dar os pushes nos wrestlers.

- Booking: Termo que designa o que o "Booker" faz.

- Botch: Um movimento planejado que saiu errado, ou torno, causa mais comum de contusões.

- Boys: Como os wrestlers se chamam entre eles.

- Brand: Um programa, marca. Usado pelas promoções para separar seus wrestlers e títulos possibilitando melhores storylines e mais main eventers nos PPVs da empresa.

- Brodway: Um empate.

- Bump: Designa o ato de alguém cair no chão (não importando se for fora ou dentro do ringue).

- Bury: O ato de um booker causar a perda de popularidade de um wrestling, marcando-lhe combates sem importância ou nem se quer marcando, fazendo com que ele perca, na maioria das vezes (transformando-o em um jobber).

- Buyrate: Número de compras feitas por um PPV. A WrestleMania, maior PPV do wrestling profissional tem cerca de um milhão de compras.

## C
- Canned heat: Quando as reações do público (gritos, assobios, etc.) são postos na arena pelo sistema de som ou quando são adicionados na edição de um show pré-gravado. Bill Goldberg tinha toda sua "torcida" gravada, enquanto entrava no ringue. O que foi satirizado depois pela WWE.

- Carry: O ato de um wrestler fazer a maioria do trabalho para que um combate seja melhor "digerido" por quem está assistindo.

- Catchphrase: Uma frase que é repetida nas promos e entrevistas para fazer o público reagir. Catchphases são largamente eploradas pelas promoções, já que os fãs adoram comprar camisetas, canecas, bonés, etc, com a catchphase do seu ídolo. Algumas catchphases são tão adoradas que, mesmo o wrestler fazendo papel de heel, todos na arena gritam a frase juntos. Um exemplo disso é The Miz que mesmo sendo um dos heels mais odiados, ainda se ouve diversas pessoas gritando "Because I'm The Miz, and I'm awesome". Outro exemplo é Daniel Bryan que teve duas catchphrases pequenas e simples mas de muito sucesso: "Yes! Yes! Yes!" e, mais tarde, "No! No! No!" em oposição aos fãs que gritavam a primeira frase.

- Championiship: Em kayfabe, é o "Título mundial" do wrestler, é o reconhecimento do poder dele, dado em forma de cinturão. Fora do kayfabe, os títulos (championiships) são dados aos wrestlers que segundo os bookers são capazes de gerar interesse dos fãs e aumentar as audiências.

- Cheap heat: Quando um wrestler (quase sempre um heel) insulta o público fazendo-o reagir vaiá-lo. É uma forma fácil de ganhar animosidade do público. é o caso de Lucky Cannon, no NXT Redemption.

- Cheap pop: Quando um wrestler (quase sempre face) faz o público reagir positivamente, dizendo o nome da cidade por exemplo. É uma forma fácil de ganhar fama positiva, porém, não é algo duradouro. Um lutador que usava bastante o nome da cidade para chamar a atenção dos fãs foi Mick Foley que sempre usava a frase: "Right here in (nome da cidade, exemplo New York)!".

- Cheap shot: quando um wrestler aplica um golpe baixo (low-blow) ou usa um objeto para ganhar vantagem sobre o adversário.

- Clean finish: quando um combate acaba sem trapaças ou interferência.

- Clean house: quando um wrestler elimina todos no ringue, seja em uma Royal Rumble ou quando vai ajudar alguém.

- Closet champion: um wrestler que tendo o título combate sem grandes ajudas e ganha com interferência, faz trapaças para ganhar, e quando vê que está em apuros auto-desqualifica-se para manter o título.

- Clusterfuck ou Cluster: chamada feita nos bastidores para que a maioria, se não todos os wrestlers entrem na arena e comecem uma discussão/briga no meio do ringue.

- Crimson mask: um rosto coberto com sangue.

- Crowd: O público que esta presente na arena assistindo o show ao vivo.

- Curtain jerker: o primeiro combate do cartaz ou o wrestler que luta o primeiro combate da noite.

## D
- Dark Match: um combate que não é transmitido, é apenas visto por quem foi assistir ao evento. Normalmente os Dark Matches são combates de grande qualidade e são uma forma de recompensar quem foi ver o evento ao vivo.

- The Deal: termo alternativo para o título.

- Dirtsheet ou Dirt sheet: uma revista ou site que caracteriza o wrestling como entretenimento em vez de esporte.

- Diva: termo original da WWE. Refere-se a toda a mulher envolvida no wrestling, sendo lutadora ou não.

- Do business: quando um wrestler "jobba"; para outro, achando que isso o vai ajudar no futuro (ver mais em job).

- Doing business on the way out: "jobbar"; antes de abandonar a promoção.

- Double-clutch: o ato de hesitar antes de saltar por cima da corda resultando num salto curto e baixo.

- Double juice: quando dois wrestlers se fazem sangrar num combate. Pode também ser “triple juice”, “quadruple juice” e etc.

- Double turn: o raro acontecimento que é um heel e um face trocarem de papéis durante um combate. Isso ocorrei na WrestleMania 13 com Bret hart e Steve Austin.

- Draw: forma de atrair a atenção da audiência.

- Drawing Power: ser reconhecido pelos fãs como uma estrela fazendo-os pagar para o ver.

- Dropping the strap: quando o campeão aceita perder o título para outro wrestler.

- Dud: um combate pobre, desinteressante e chato.

- Dusty finish: um fim de combate dado por um árbitro assistente normalmente em favor do “face” que é anulado e decidido ao contrário pelo árbitro inicial. Refere-se a Dusty Rhodes, que como booker na NWA e mais tarde na WCW ditou vários combates a acabarem desta maneira.

## E
- Enforcer: um wrestler que acompanha outro aos combates, atuando como guarda-costas.

- Extreme wrestling: um estilo de wrestling baseado em manobras arriscadas e ataques com armas.

## F
- Face: diminutivo de “babyface”. Aquele que faz o papel de bom da fita, normalmente aclamado pelos fãs.

- False finish: um momento em que já está tudo à espera que o combate acabe (1,2,3 ou tap out) e o wrestler safa-se por um triz, levantando os ombros no último instante ou chegando às cordas. Normalmente usado para aumentar o entusiasmo do público ao ver o combate.

- Fan cam: câmera de vídeo usada por um membro da audiência para gravar o evento de wrestling.

- Feud: uma “guerra” envolvendo dois ou mais wrestlers ou stables (equipes), onde ocorrem combates, promos e angles. Normalmente uma feud demora alguns meses.

- Fighting Spirit: demonstração de vontade de um wrestler de vencer mesmo contra severas adversidades.

- Finish: o fim planejado do combate.

- Finisher: o movimento principal e mais conhecido de um wrestler e que supostamente é o mais poderoso. Usado normalmente para acabar os combates.

- Five Moves of Doom: uma combinação particular que um wrestler usa em todos os combates acabando normalmente em pin.

(Five Star) Match: um combate perfeito. Não só o melhor combate do ano como um dos melhores combates da história.
- Flair Flop: movimento característico de Ric Flair em que ele dá uns passos e cai de cara no chão.

- Flat back bump: colisão onde um wrestler cai de costas com grande impacto.

- Flub coverup: quando uma manobra pobremente executada é chamada de “variação” por quem está comentando o combate.

- Fluff: um movimento ou um soco que é executado de maneira a parecer que machuca, mas que na verdade o adversário não sente nada.

- Foreign Object: objeto que é ilegal para o combate.

(Four Star) Match: um combate excitante e entusiasmante, podendo ser o melhor combate do ano.
- Front office or Office: o “staff” que trata de questões administrativas numa promoção de wrestling.

## G
- Gaijin: um trabalhador estrangeiro que trabalha numa empresa japonesa de wrestling.

- Garbage wrestling: combates "hardcore" onde os wrestlers usam apenas armas e objetos para se atacarem, sendo assim combates mais violentos dos tradicionais do wrestling. Exemplos deste tipo de wrestling são a XPW (Xtreme Pro Wrestling) e a CZW (Combat Zone Wrestling).

- Gás: “esteroides” (mais em juice e roids).

- Gate: quantidade de dinheiro gerada pela venda de bilhetes e merchandising.

- Gig: a lâmina que um wrestler usa para se cortar.

- Gig mark: uma cicatriz provocada por um corte.

- Gimmick: o único traço que define a identidade de um wrestler. Pode também se referir ao equipamento do wrestler.

- Gimmicked: atingir alguém com um objeto que foi alterado para se partir facilmente ou atirá-lo contra esse objeto.(Exemplo: espada de Kendo, mesa, etc.).

- Gizzmo: antigo termo para gimmick.

- Get the tights: agarrar o adversário pelos calções em ordem a conseguir o pin.

- Go home: expressão usada pelo narrador ou pelo árbitro que indica que o wrestler deve acabar o combate o mais rápido possível.

- Go over: significa que venceu alguém

- Goozle: um chokeslam.

- Go through: um empate por limite de tempo ultrapassado.

- Going bush: ir de uma promoção principal para uma promoção regional ou uma promoção independente

- Going into business for himself: quando um wrestler vai contra o planejado anteriormente e improvisa, normalmente com o objetivo de se beneficiar.

- Goldberg push: quando um wrestler entra numa série de vitórias, “esmagando” os adversários.

- Gongus wrongus: refere-se ao toque da campainha depois de o combate ter acabado.

- Green: refere-se a um wrestler que por estar no início da sua carreira comete erros como resultado da sua inexperiência (também chamado de “green boy” ou “green as grass).

## H
- Ham-and-Egger: um “jobber”.

- Hardcore wrestling: combates que se focam no uso de armas como cadeiras, mesas, escadas, correntes, etc. Normalmente ocorrido fora do ringue. Referido por alguns como “garbage wrestling” (wrestling no seu nível mais baixo).

- Hard way: quando um movimento faz muito mais danos do que um era esperado.

- Hard-way juicing: quando se sangra sem se autocortar.

- Heat: quando há reações negativas (como vaias) dos fãs. Quando essa reação negativa é direcionada a um heel, isso é visto como algo positivo, pois significa que os fãs estão reagindo da forma desejada. Também pode se referir à tensão ou animosidade real entre dois lutadores, ou entre um lutador e a promoção.

- Heat vacuum: frase associada a wrestlers ou outros que não conseguem ter uma reação do público, nem positivamente nem negativamente.

- Heavy: um wrestler que é difícil de levantar, por conta de seu peso elevado. Exemplo: Big Show.

- Heel: o mau da fita. O wrestler que está fazendo o papel de “vilão”.

- Highspot: um movimento de cima da corda ou uma série de manobras reconhecidas como perigosas.

- Hood: a máscara de um wrestler mascarado.

- Hoss: um wrestler grande com falta de talento.

- Hot tag: num combate tag-team quando um wrestler face faz “tag” com o seu parceiro que está sem experiência, depois de ter estado alguns minutos sendo dominado pelo se adversário heel.

- House Show: um show que não passa na televisão.

## I
- Indy: diminutivo para “promoção independente”, referindo-se a um grupo de wrestlers que é pequeno e não pode competir a nível nacional.

- Indy pants: roupa de ringue das promoções “indy”, normalmente brilhantes ou pretas.

- International Object: termo alternativo para objeto estrangeiro, que se refere a um objeto que é trazido ilegalmente para o ringue. Ted Turner teve uma política que obrigava os narradores da emissora televisiva a substituírem internacionais. Por vezes e por brincadeira este termo é utilizado para referir um objeto trazido para o combate.

## J
- Job: uma derrota planejada.

- Jobber: um wrestler que tem como função primária e principal perder para wrestlers mais conhecidos.

- Jobber to the stars: um wrestler mediano que é conhecido e que vence de vez em quando wrestlers de menor gabarito mas que é normalmente utilizado para perder com wrestlers de talento superior ou em posição superior no card.

- Juice: steroids (esteróides). Também usado para sangrar.

- Juicing: sangrar (normalmente mas nem sempre através de auto-corte).

## K
- Kayfabe: termo usado para descrever a ilusão de que o Wrestling Professional não é montado, que é atletismo autêntico onde os wrestlers competem como se não estivesse nada combinado.

- Kick out: quando um wrestler se safa de um pin ao levantar as costas ou ombros normalmente um instante antes do 3.(ex: 1, 2 and he kicks out).

- Kill: diminuir ou eliminar o ímpeto ou o poder de um wrestler, dando-lhe para isso vários “jobs”. (o mesmo que “bury”).

## L
- Lead ass: um wrestler que não é cooperativo no ringue.

- Legit: qualquer coisa que seja “real”. Por exemplo uma “legit fight” acontece quando dois wrestlers se envolvem em confrontos fora do kayfabe. Sinônimo de “shoot”.

- Legit heat: um conflito na vida real semelhante ao que acontece na feud.

- Lemming: um fã leal e incondicional de uma promoção de wrestling.

- Loose: aplicar manobras com menos força do que é normal.

- Lucha libre: Wrestling Profissional Mexicano. Usado para descrever o estilo mexicano de wrestling que consiste essencialmente em manobras acrobáticas aéreas.

- Luchador: um wrestler mexicano.

- Lucha rat: um fã de wrestling que prefere o estilo Mexicano ao estilo Americano.

## M
- Main eventer: Um wrestler que está lutando pelo título mundial, ou um wrestler que participa em main events, estando o título em jogo ou não.

- Manager: A pessoa que acompanha um wrestler ao ringue e que o apresenta nas entrevistas, etc. Normalmente é uma pessoa que ajuda o wrestler, seu protegido, fazendo trapaças nos seus combates.

- Mark: Um fã que acredita que tudo o que se passa no wrestling professional é real.

- Marriage: Um envolvimento longo entre dois wrestlers, uma feud prolongada.

- Mic skills: A arte de bem falar ao microfone.

- Midcarder: Um midcarder é um wrestler que luta em combates a meio da tabela.

- Missed spot: Um movimento cujo tempo não é o melhor.

- Money match: Um combate que embora não sendo pelo título, são muito promovidos e que acontecem no final de um show ao vivo. Normalmente os fãs querem ver muito ver esse combate, mesmo que não seja pelo título.

- Money promo: Uma promo que é tão boa que só por si é capaz de fazer vender PPV ou aumentar as audiências.

- Monster heel: Um “vilão”, que é tido como “imparável” e que normalmente é colocado numa feud com o top babyface da promoção.

- MotYC: Significa “Match of the Year Candidate” (“Candidato a combate do ano”).

- Mouthpiece: Um manager que faz as promos para o seu wrestling com poucas ou nenhumas habilidade no microfone.

- Muta scale: Uma escala que mede a quantidade de sangue perdido num combate. Varia entre 0,0 e 1,0. Em 0,0 não perdeu nenhum sangue e em 1,0 corresponde a quantidade de sangue perdida pelo “The Great Muta” em 1992 num combate contra Hiroshi Has, no qual Muta teve a maior perda de sangue de um wrestler num combate até hoje.

## N
- Nash ou Pulling a Nash: Quando um wrestler se lesiona gravemente ao fazer algo normal e simples como andar. Termo utilizado depois de Kevin Nash ter se lesionado nos seus quadríceps quando se dirigia para o turn buckle. Outros wrestlers que tiveram um “Nash” foram Triple H (quando se lesionou gravemente quando ia impedir um cover - aparece nos spots de “don´t try this at home”) e Vince McMahon (na Royal Rumble de 2005 quando iria entrar no ringue).

- No-sell: Ficar sem reação depois de uma ofensiva do adversário (várias vezes por não ter visto que o ataque vinha).

Number One Contender: O primeiro wrestler a combater/desafiar o atual campeão de um título.

## O
- Opposition promotion: Uma promoção estabelece-se numa determinada área onde já existe uma promoção, com o objetivo de tirar a promoção que ali se encontra. “Promoções opositoras” normalmente usam tácticas que destroem o “kayfabe” com a intenção de desacreditar a outra promoção. Este tipo de promoções ou promoções que usaram este tipo de táctica normalmente não se saíram bem e a prática morreu desde que se instaurou o “sistema territorial”, contudo estas tácticas têm sido usadas ao longo dos tempos como é exemplo a WCW e a H2Pro Wrestling.

- Over: Alguém popular, aceito pelos fãs.

- Over-book: Quando o final de um combate envolve a interferência de muitos mais wrestlers do que os que estavam no combate atual.

- Over-sell: Reagir demasiado ante a ofensiva de outro wrestler.

## P

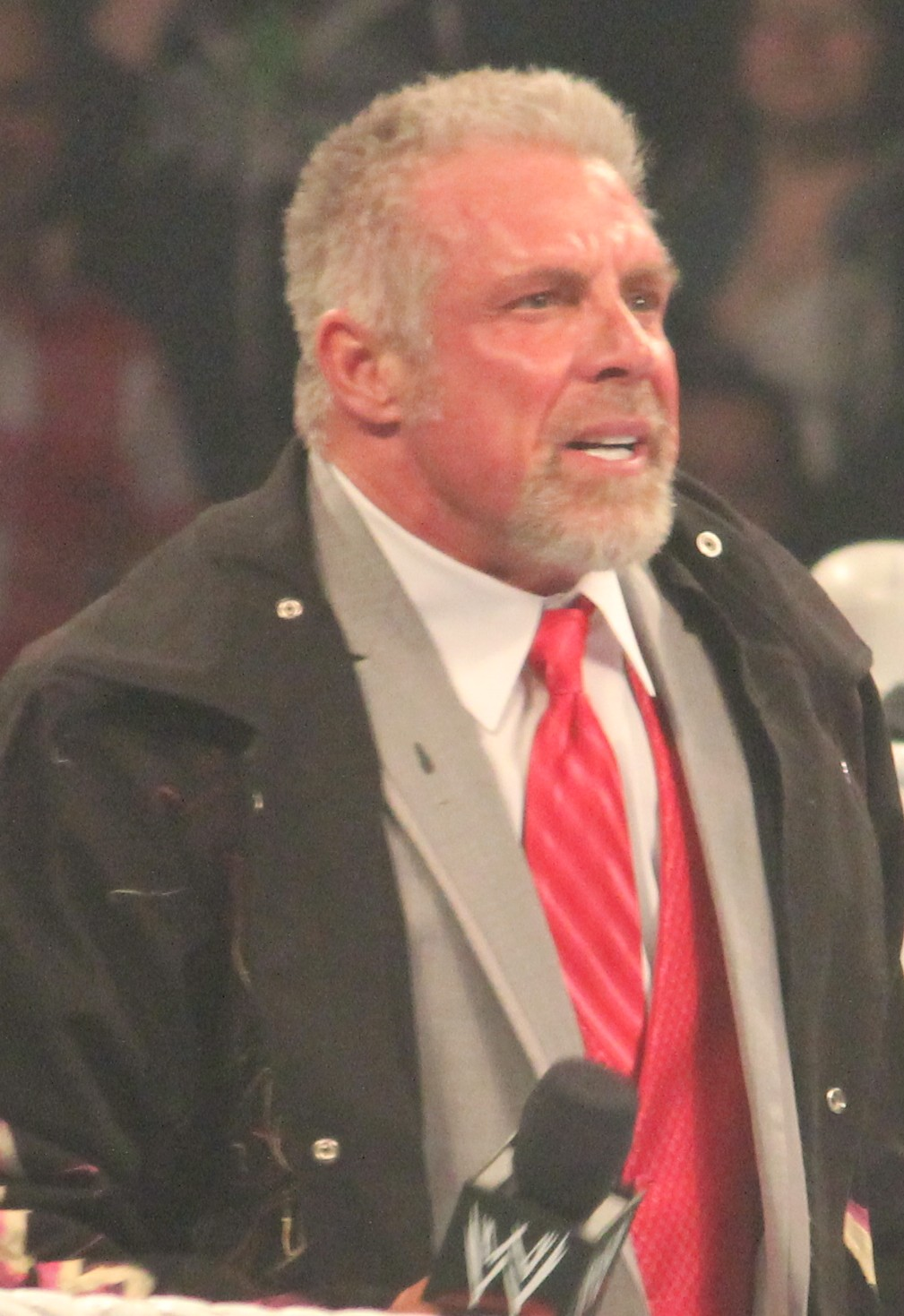
The Ultimate Warrior era popularmente apresentado como sendo de partes desconhecidas, mas na verdade era de Indiana.

- Parts unknown (em português, partes desconhecidas): Uma localização vaga e fictícia. Apresentar um lutador como sendo de "partes desconhecidas" (em vez de sua verdadeira cidade natal ou outro lugar real) visa aumentar o misticismo do lutador. Em algumas regiões, a expressão era comumente aplicada a lutadores mascarados. Na era pós-kayfabe, seu uso diminuiu e geralmente é feito de forma mais leve. Às vezes, lutadores podem ser apresentados como vindos de lugares igualmente abstratos, como Stardust da "quinta dimensão", Damien Demento das "regiões externas da sua mente" ou Danhausen de "algum lugar distante". Em alguns casos, a localização pode ser simplesmente omitida nas apresentações, como acontece com Big Show e Braun Strowman.

- Paper: O ato de oferecer um largo número de bilhetes para aumentar o número de espectadores. Normalmente utilizado para shows televisionados ou filmagens.

- Paying dues: O conceito de que os wrestlers novos devem ser castigados nos seus inícios de carreira, tanto dentro como fora do ringue.

- Phantom bump: Quando um wrestler finge colidir mesmo quando o ataque que está mostrando que a colisão não existe, pois os wrestlers não estão suficientemente aproximados.

- Pillmanized: Quando um wrestler “parte” o tornozelo de outro, colocando-o (ao tornozelo da vítima) entre o chão e uma cadeira, e depois saltando para cima da cadeira. Utilizado pela primeira vez por Steve Austin em 1996 em Brian Pillman.

- Pillowstrikes: Chutar e socar um adversário dando a ideia de que nem sequer está a tocando nele.

- Plant: Um wrestler que fica no público disfarçado como um fã normal para criar alguma situação.

- Policeman: Normalmente um wrestler que trabalha na promoção há bastante tempo e que é leal, para com ela e que usa legitimamente a força para impor a sua posição.

- Politician: Um wrestler que estabelece ligações com os gestores do negócio querendo influenciar as condutas criativas e as decisões “backstage” em relação aos shows e storylines. Termo usado para descrever, entre outros, Hulk Hogan, Shawn Michaels, Jeff Jarret e Triple H.

- Pop: Uma reação repentina do público.

- Popcorn Match: Um combate com que a audiência não se importa muito e que é posto no “card” para incentivar os fãs a saírem do seu lugar e irem comprar pipocas e merchandise (camisas, bonés, etc.).

- Post: Colocar o seu corpo numa posição em que seja mais fácil para o seu adversário pegar nele e fazer um movimento.

- Potato: Um soco intencional e legítimo. Normalmente executado quando os wrestlers estão junto ao público.

- Promo: Uma entrevista promocional. Normalmente inclui uma entrevista dentro do ringue ou então (se for televisionado) um encontro entre dois wrestler no “backstage” para desenvolver uma storyline ou feud.

- Promotion: Um grupo que organiza eventos de wrestling profissional.

- Pull-apart brawl: Um combate originalmente com dois wrestlers e que partem para uma rixa. Nesse momento wrestlers heel e face vêm do” backstage” e torna-se numa mega-rixa.

- Pull a Sid: partir a perna de um adversário de uma forma bastante perturbadora.

- Psychology: A psicologia de um combate é em poucas palavras a ideia do combate. Pode ser simples, como por exemplo, quando um wrestler ataca uma parte do corpo consecutivamente, principalmente se estiver lesionada, ou fazer uma série de movimentos que fazem senso por seguirem uma táctica especial de enfraquecimento do adversário. Pode ser mais complexo, como quando um wrestler tenta “tirar do sério” o adversário de modo a dificultar a sua concentração. A “psicologia de combate”, se for bem usada pode tornar um combate razoável num bom combate.

- Push: Quando um wrestler ganha popularidade por uma série de vitórias programadas pelos “bookers” e tem maior exposição. Por exemplo, um “push” acontece quando um wrestler consegue vencer outros de qualidade superior, pois a equipe criativa da promoção pretende que este wrestler tenha maior notoriedade, ou quando um wrestler ataca outro muito mais conhecido para que com essa rivalidade ele se torne mais conhecido (CM Punk atacando John Cena).

## R
- Repackage: Alterar completamente um gimmick de um wrestler, não ficando por uma troca heel/face. Normalmente os wrestlers são tirados da TV durante uns tempos antes de sofrerem tal transformação.

- Rest hold: Uma manobra “relaxante”, utilizada por wrestlers num combate longo num momento especifico (normalmente nos intervalos para publicidade) em ordem para recuperar energias.

- Richter Scale: Um termo usado por Gorilla Monsoon quando um wrestler cai no ringue depois de um body slam ou algo parecido. Monsoon dizia que o impacto era um 10.0 na escala de Richter, o que é obviamente exagerado.

- Ring rat ou Rat: Alguém com sentimentos amorosos pelos wrestlers, que freqüenta os eventos de wrestling apenas para “flertar” e seduzir os wrestlers.

- Ringer: Um wrestler veterano que tem por hábito “chamar a atenção” de wrestlers novatos que são indisciplinados.

- Roids: Esteróides.

- Rub: Quando um wrestler faz com que outro wrestler seja bem visto e respeitado pelos fãs.

- Rube: Termo para descrever fãs que acreditam que o wrestling é real.

- Rudo: Um termo mexicano para descrever um “heel”.

- Run-in: Quando wrestlers que não estão participando de tal combate, interferem no combate.

- Rushed finish: Quando o final de um combate é apressado normalmente devido a um botch, onde o oponente se machucou e não vai conseguir prosseguir por muito tempo.

- Russo swerve: Uma storyline que ou é ridícula ou não tem sentido existir.

## S
- Save: Quando um ou mais wrestlers entram no ringue para ajudar um outro wrestler. Normalmente acontece quando um ou mais “heels” estão batendo num “face” ou quando um heel está prestes a perder o título e vem alguém que o ajuda, que o salva.

- Scientific wrestling: Refere-se ao wrestling amador e em suas manobras. Termo usado, também, para descrever o jeito de lutar de diversos wrestlers que vem de uma base de wrestling amador.

- Screwjob: Um combate com um final insatisfatório ou controverso, normalmente envolvendo trapaças por parte de pessoas fora do ringue.

- Sean O'Haire Syndrome: Quando um wrestler é proibido de usar um certo movimento porque o movimento está associado a um wrestler mais conhecido. Refere-se a Sean O´Haire que foi proibido de usar o seu Swanton Bomb por ser muito semelhante ao Swanton Bomb de Jeff Hardy.

- Sell: Reagir aos ataques do oponente de maneira a dar a ideia de que os movimentos e manobras que estão sendo utilizadas com bastante força, sugerindo a dor de quem está sofrendo a manobra.

- Sheep: Quando fãs de wrestling vão em determinados sites na internet e tentam conversar com os seus ídolos para dizerem o quanto os adoram.

- Shine: O ponto no princípio do combate onde o face ganha vantagem sobre o heel para mostrar a sua técnica e talento, ao mesmo tempo que é aplaudido pelo público, acabando normalmente com truques ou táticas pouco desportivas e fora das regras que o heel usa para ganhar vantagem.

- Shock TV: Usar ângulos arriscados e promover a controvérsia em ordem para ganhar audiências.

- Shoot: Um acontecimento não planejado num evento de wrestling, logo “real”.

- Showing light: Quando um wrestler mostra visualmente ao efetuar uma ataque, que não tem qualquer contacto com o seu adversário.

- Sitcom writers or soap opera writers: Termo usado para fazer piada com a equipe criativa da WWE que tem por vezes ideias completamente erradas e sem nexo ou hipótese de serem bem sucedidas.

- Slobberknocker: Termo usado pelo famoso Jim Ross para descrever uma rixa selvagem entre dois wrestlers.

- Slop Match: Termo usado para descrever um combate, normalmente entre duas wrestlers femininas, que tem lugar numa piscina ou na lama.

- Smark: Um fã que sabe que o wrestling é "armado"; mas que gosta de assistir (contração de "smart mark").

- Smart: Alguém que tem informações sobre o que se passa dentro de uma companhia de wrestling.

- Sock: Um termo antigo para designar um wrestler mascarado.

- Sports Entertainment: Um termo utilizado pela WWE para diferenciar o seu produto do Wrestling Professional tradicional em ordem para receber mais atenção e audiências por parte de uma maior falange de pessoas que podem ver wrestling misturado com storylines e com diversos elementos culturais.

- Sports Entertainment Finish: Um main event que passa na TV e que acaba com uma rixa no meio do ringue entre vários wrestlers.

- Spot: Um movimento planeado.

- Spotfest: Grande quantidade de movimentos de alto impacto ou mesmo finishers. Normalmente acontece quando estão no ringue vários wrestlers

- Spot monkey: Um wrestler que é capaz de fazer spots incríveis e pouco mais do que isso.

- Spot shuffle: Quando um wrestler não está em posição e põe-se nessa posição para que o adversário consiga efetuar tal manobra (normalmente fica bem visível).

- Squash: Um combate que só tem um wrestler que ataca e que acaba rapidamente, Normalmente contra jobbers.

- Stable: Um grupo de wrestlers ligados. (Ex: Evolution, D-X Generation, etc.)

- Staring at the ceiling: outro termo para “perder por pin”.

- Stiff: Quando um wrestler executa um golpe ou uma manobra com muita força, casual ou propositadamente.

- Sting Money: Quando um wrestler é pago de uma forma ridiculamente alta para vir trabalhar para uma promoção. Refere-se ao fato de Sting ter recebido meio milhão de dólares para ir trabalhar para a TNA. Apesar de na WWE, ter quem ganhe o dobro por ano.

- Strap: ourtro termo para designar o cinturão/título de uma promoção.

- Stretching: Aplicar manobra de submissão com toda a força com o objetivo de disciplinar um wrestler que desrespeitou alguém ou algo.

- Stroke: Influência no backstage normalmente derivado de ter familiares com ligações aos “senhores que mandam na promoção” (o wrestler da WWE Triple H foi, por diversas vezes, acusado de ter privilégios por ser casado com Stephanie McMahon filha do dono da WWE).

- Superhuman comeback: Quando um wrestler, normalmente face não reage com dor aos ataques do adversário, depois de ter estado alguns minutos sendo dominado. Significa que o fim do combate está próximo e que o face sairá vencedor (Usado muito por Hulk Hogan).

- Superstar: Um wrestler da WWE. Quando a WWF decidiu apresentar-se como parte de Sports Entreteinement, decidiu também que seria melhor chamar de superstars em vez de wrestlers.

## T
- Tag team: Um par de wrestlers que trabalham em equipe em um combate de tag-team (um combate onde duas ou mais equipes de wrestlers se enfrentam).

- Take it home: O último momento de um combate, ou uma instrução a um wrestler para acabar o combate.

- Tap out: Bater com a mão repetidamente no chão, desistindo, para que o adversário interrompa o golpe de submissão e o combate acabe.

- Técnico: Um wrestler mexicano “face”.

- Three Month Rule: Termo para descrever a quebra de kayfabe de angles e storlines antigas. Normalmente, só depois de passados 3 meses sem referência a um certo angle é que se deve iniciar outra, que poderá ser contraditória com a antiga.

- Tights: Adereços dos wrestles, como joalheiras, cotoveleiras, etc.

- Titantron: O incra que está em cima da arena e que serve tanto para mostrar os vídeos de entrada dos wrestlers como para mostrar promos e outros segmentos eu se passem no backstage.

- Trademark: Uma marca. O dono de uma marca tem o direito de a ver protegida de qualquer tipo de cópia ou uso ilegal da sua marca. Nos últimos ano, a questão das marcas tem sido bastante debatida no mundo do pro-wrestling. Se uma companhia tentar fazer de um personagem, de uma frase, etc. e conseguir, o que foi patenteado por essa companhia não pode ser usada por terceiros sem autorização.

- Transitional champion: Um campeão que não segurou o título por muito tempo, sendo apenas uma forma de o título passar de um wrestler para outro de forma indireta.

- Turn: Quando um wrestler (ou um stable) desenvolve uma nova “gimmick”, normalmente passando de “face” para “heel” ou vice-versa.

- Turnbuckle Pads: É o nome dado ao canto acolchoado de um ring de wrestling.

- Tweener: Um wrestler ambíguo. Não é face e nem é heel. Ou melhor, é os dois. Normalmente refere-se a wrestlers que usam táticas de trapaças nos seus combates ou mantêm uma personalidade neutra lutando regularmente com vilões e mocinhos e mesmo assim são queridos.

## U
- Undercard: Combates que acontecem antes do main-event.

- Underdog: Um wrestler que vai para um combate aparentando não ter qualquer hipótese de vencer.

- Underrated: Wrestler que não tem todo o seu potencial aproveitado pela empresa.

- Unification: O ato de juntar dois Cinturões (dois títulos) num só.

## V
- Valet: Uma performer feminina que tem como função acompanhar um wrestler ao ringue e introduzir o próprio nas entrevistas.

- Vignette: Um segmento de vídeo gravado e passado nos shows sobre um wrestler que está prestes a estrear-se. Tem o objetivo de dar conhecimento melhor o novo wrestler e a sua gimmick. (Ex: antes do Boogeyman aparecer, passaram videos de promoção sobre o wrestler para criar a expectativa).

- Vince's Philosophy: Filosofia de Vince McMahon de fazer shows ao vivo, como a RAW. Vince defende que se é ao vivo, nada pode correr mal.

- Vocal Selling: Quando um wrestler faz barulho (grita, geme, etc.) para dar a ideia de que está sofrendo.

## W
- Walk-in: Uma entrada de um wrestler lesionado, ou seja, lenta.

- Work: Um evento ou situação planejada.

- Worker: Um wrestler.

- Worked shoot: Um segmento planejado num show que utiliza elementos da realidade para dar a ideia de que o que se está a passando não foi planejado.

- Workrate: O nível de talento de um wrestler. Ou, quando usado por críticos, a análise da ação no combate.

- Wrasslin': O termo “wrestling” com pronuncia do sul dos Estados Unidos.

- WWE Style: O estilo de combate que a WWE está utilizando desde 1988. Esta definição pode ser considerada um pouco cínica mas no geral o estilo WWE é caracterizado pelo uso repetido de movimentos por wrestlers populares, num estilo seguro sem recorrer a movimentos perigosos, acabando em regra quando se executa o primeiro finisher. Normalmente a WWE liberta-se um pouco deste estilo nos Pay-Per-View's.

## X
- X-Pac heat: Quando um wrestler recebe uma reação negativa, não porque o seu personagem seja “heel”, mas porque os fãs simplesmente não gostam dele.

- X sign: Um gesto feito pelo árbitro (cruzando os braços no ar que indica que existe uma lesão e que é necessária ajuda médica. Contudo, e em mais do que uma ocasião, o sinal “X” foi usado num contexto kayfabe, sendo que não havia lesão alguma.

## Z
- Zamboni: Um low-blow legítimo.